# Bernard Bloch
Bernard Bloch (geboren 18. Juni 1907 in New York City; gestorben 26. November 1965 in New Haven) war ein US-amerikanischer Sprachwissenschaftler. Er lehrte an der Brown University und war Professor für Linguistik an der Yale University.

## Leben
Bernard Bloch studierte zunächst Linguistik an der Northwestern University. In den frühen 1930er Jahren wurde er von seinem Lehrer Werner F. Leopold als Mitarbeiter für das von Hans Kurath geleitete Linguistic-Atlas-Projekt empfohlen. Während seiner Basisforschung zu New-England-Dialekten unterrichtete er auch Teilzeit am Mount Holyoke College. Dort lernte er seine spätere Frau Julia McDonnell Bloch kennen.
Bloch schrieb sich für ein Doktoratsstudium an der Brown University ein, wo er bei Hans Kurath studierte. 1935 promovierte er mit der Arbeit Die Behandlung des mittelenglischen Finales und des präkonsonanten R in der heutigen Rede Neuenglands. 
Von 1937 bis 1943 war er Ausbilder und dann Assistenzprofessor bei Brown. Während dieser Zeit waren Bernard und Julia Bloch in der Redaktion des Linguistic Atlas of New England (1939–1943). Sie trugen auch zum Handbuch der Sprachgeographie Neuenglands bei. 1943 nahm Bloch eine Stelle in Yale an, wo er schließlich Professor für Linguistik wurde. 1948 wurde er in die American Academy of Arts and Sciences gewählt.
Bloch gilt als einer der führenden Linguisten der Post-Bloomfield-Schule, die in den 1940er und 1950er Jahren tätig war und sich auf die Beschreibung synchroner Sprachsysteme und die Entwicklung einer Methodik zum Sammeln und Analysieren von Sprachdaten konzentrierte. Blochs Arbeit trug zu drei Hauptbereichen der Sprachforschung bei: Phonologie, Syntax und Analyse des Japanischen. Seine Analyse des gesprochenen Japanisch hatte einen nachhaltigen Einfluss auf japanischsprachige Lehrbücher in den USA.

## Schriften (Auswahl)

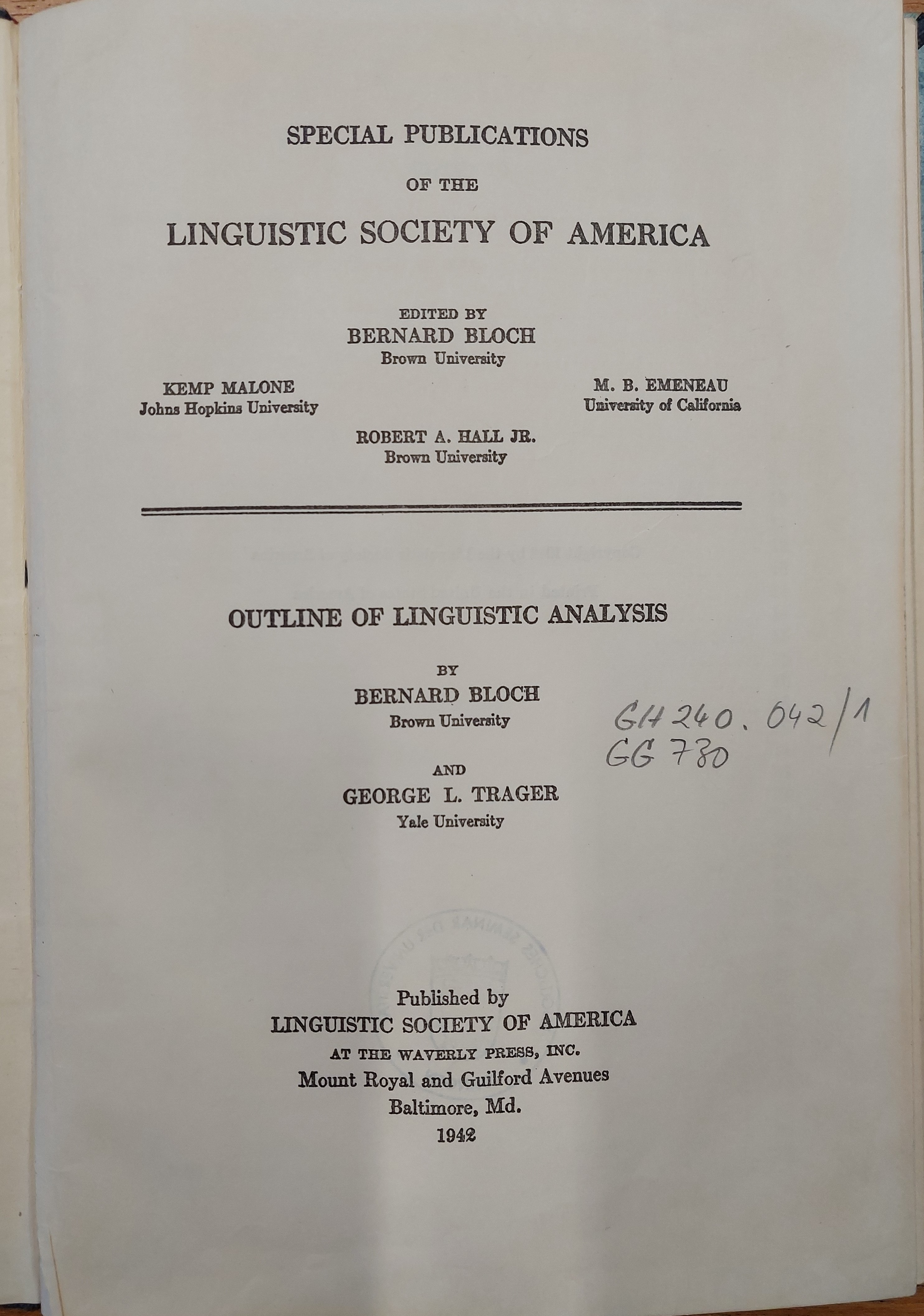
Linguistic Analysis (1942)

- Bernard Bloch & George Leonard Trager: Outline of linguistic analysis. Linguistic Society of America, Baltimore, Maryland 1942 (82 S.).
- Bernard Bloch & Naoe Naganuma: Japanese graded readings in transcription. Naganuma reader, book I, parts 2 and 3. Yale University. Dept. of Oriental Studies, New Haven, Connecticut 1943, LCCN 44-031787.
- Bernard Bloch & Eleanor Harz Jorden: Spoken Japanese (= U.S. War Dept. [Hrsg.]: Education manual. Band 561-562). American Council of Learned Societies, Madison, Wisconsin 1945, LCCN 46-025721 (Band 1: 1945, Band 2: 1946).
- Bernard Bloch: Studies in colloquial Japanese (= Journal of the American Oriental Society). Ann Arbor, Michigan 1946.
- Bernard Bloch: On Japanese. Hrsg.: Miller, Roy Andrew. Yale University Press, New Haven, Connecticut 1970 (190 S.).